# Asilus litoralis
Asilus litoralis är en tvåvingeart som beskrevs av Contarini 1847. Asilus litoralis ingår i släktet Asilus och familjen rovflugor.
Artens utbredningsområde är Italien. Inga underarter finns listade i Catalogue of Life.